# Jawornyćke
Jawornyćke (ukr.  Яворницьке) – osiedle typu miejskiego na Ukrainie, w obwodzie dniepropetrowskim, w rejonie synelnykowskim. W 2001 liczyło 8495 mieszkańców, spośród których 7451 wskazało jako ojczysty język ukraiński, 940 rosyjski, 5 mołdawski, 1 węgierski, 4 bułgarski, 6 białoruski, 7 ormiański, 55 romski, a 26 inny. Do 2024 nosiło nazwę Iłarionowe.